# Liste des maires de Salt Lake City

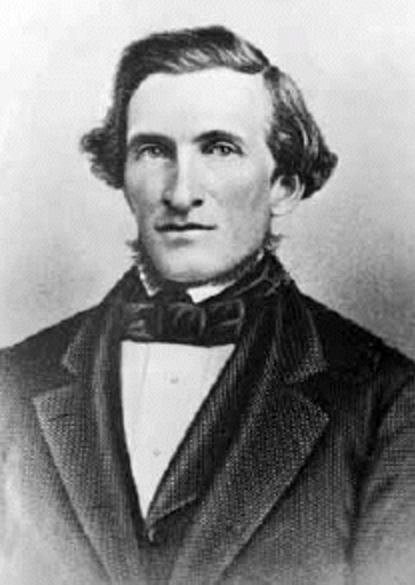
Jedediah M. Grant, premier maire de Salt Lake City.

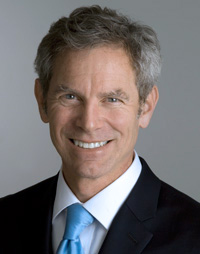
Ralph Becker, maire de 2008 à 2016.

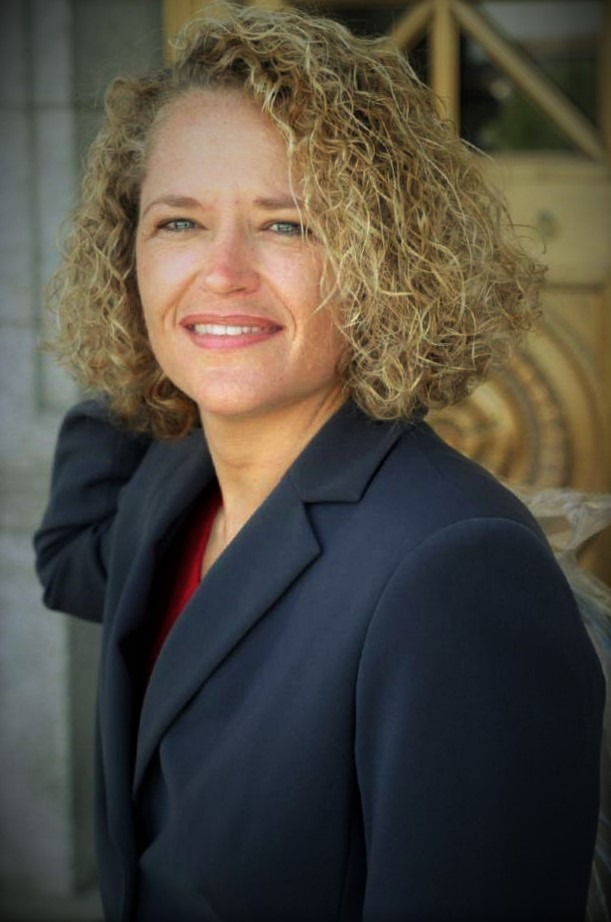
Jackie Biskupski, maire de 2016 à 2020.

La ville de Salt Lake City est incorporée le 6 janvier 1851. Depuis cette date, trente-deux hommes et trois femmes ont exercé la fonction de maire.

## Liste des maires
| No | Période     | Nom                          | Parti       |
| -- | ----------- | ---------------------------- | ----------- |
| 1  | 1851-1857   | Jedediah M. Grant (en)       | Indépendant |
| 2  | 1857-1866   | Abraham O. Smoot (en)        | Républicain |
| 3  | 1866-1876   | Daniel H. Wells (en)         | Populaire   |
| 4  | 1876-1882   | Feramorz Little (en)         | Populaire   |
| 5  | 1882-1885   | William Jennings (en)        | Indépendant |
| 6  | 1885-1886   | James Sharp (en)             | Indépendant |
| 7  | 1886-1890   | Francis Armstrong (en)       | Indépendant |
| 8  | 1890-1892   | George Montgomery Scott (en) | Libéral     |
| 9  | 1892-1895   | R. N. Baskin (en)            | Libéral     |
| 10 | 1896-1897   | James Glendinning (en)       | Indépendant |
| 11 | 1898-1899   | John Clark (en)              | Indépendant |
| 12 | 1900-1903   | Ezra Thompson (en)           | Républicain |
| 13 | 1904-1905   | Richard P. Morris (en)       | Indépendant |
| 14 | 1906-1907   | Ezra Thompson (en)           | Américain   |
| 15 | 1908-1911   | John S. Bransford (en)       | Américain   |
| 16 | 1912-1916   | Samuel C. Park (en)          | Indépendant |
| 17 | 1916-1919   | W. Mont Ferry (en)           | Républicain |
| 18 | 1920        | Edmund A. Bock (en)          | Indépendant |
| 19 | 1920-1928   | Charles Clarence Neslen (en) | Démocrate   |
| 20 | 1928-1931   | John F. Bowman (en)          | Indépendant |
| 21 | 1932-1935   | Louis Marcus (en)            | Républicain |
| 22 | 1936-1938   | E. B. Erwin (en)             | Indépendant |
| 23 | 1938-1940   | John M. Wallace (en)         | Indépendant |
| 24 | 1940-1944   | Ab Jenkins (en)              | Indépendant |
| 25 | 1944-1956   | Earl J. Glade (en)           | Démocrate   |
| 26 | 1956-1959   | Adiel F. Stewart (en)        | Indépendant |
| 27 | 1960-1971   | J. Bracken Lee (en)          | Républicain |
| 28 | 1972-1974   | Jake Garn                    | Républicain |
| 29 | 1974-1976   | Conrad B. Harrison (en)      | Indépendant |
| 30 | 1976-1985   | Ted Wilson (en)              | Démocrate   |
| 31 | 1985-1992   | Palmer DePaulis (en)         | Démocrate   |
| 32 | 1992-2000   | Deedee Corradini             | Démocrate   |
| 33 | 2000-2008   | Rocky Anderson               | Démocrate   |
| 34 | 2008-2016   | Ralph Becker                 | Démocrate   |
| 35 | 2016-2020   | Jackie Biskupski             | Démocrate   |
| 36 | Depuis 2020 | Erin Mendenhall              | Démocrate   |